# Jean-Pierre Stock

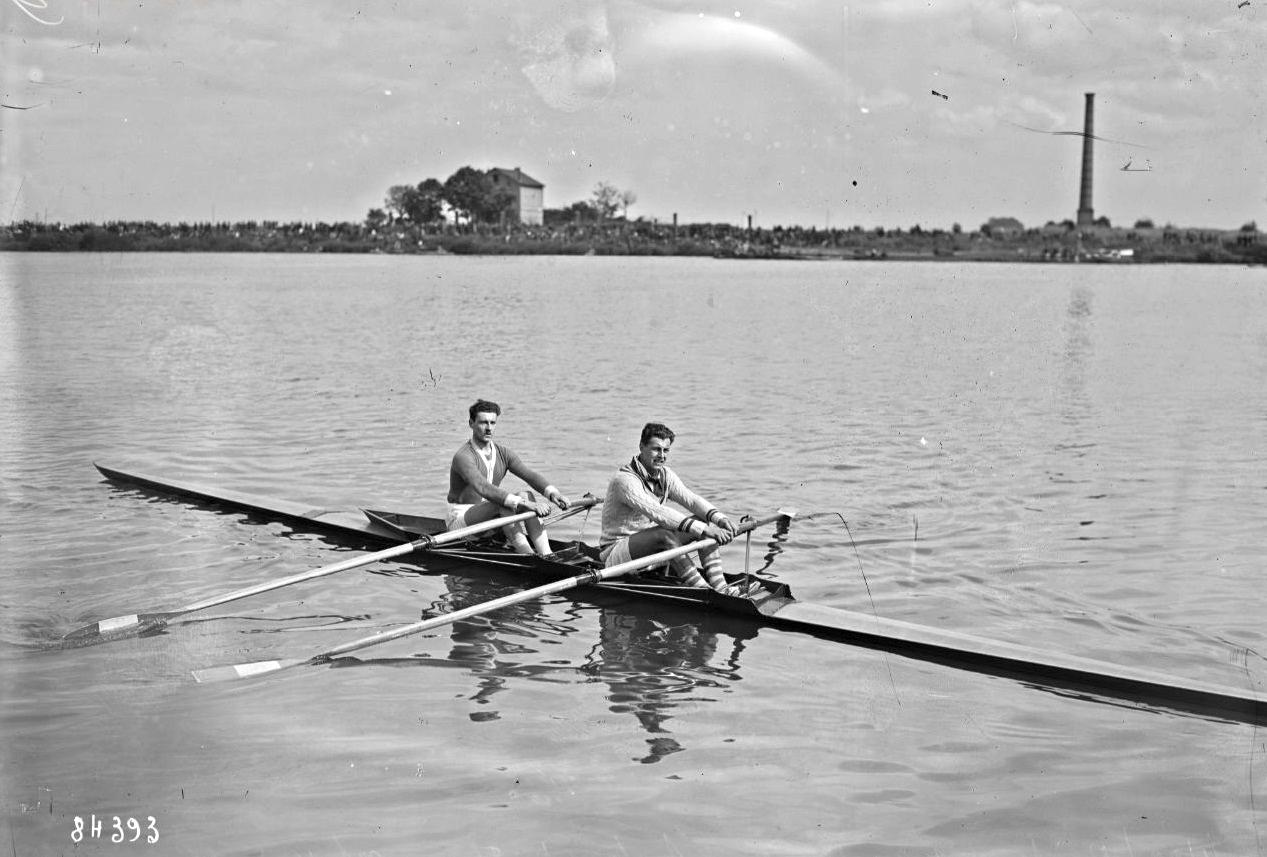
Marc Detton (links) und Jean-Pierre Stock 1923 als Sieger der Regatta von Argenteuil

Jean-Pierre Stock (* 5. April 1900 in Paris; † 2. Oktober 1950 in Caracas) war ein französischer Ruderer, der 1924 Olympiazweiter im Doppelzweier wurde.

## Sportliche Karriere
Jean-Pierre Stock war Sohn eines Verlagsgründers. Im Alter von sechzehn Jahren begann er mit dem Rudersport. 1920 war er französischer Militärmeister und 1921 siegte er bei den französischen Meisterschaften.
Stock ruderte für die Société d'Encouragement du Sport Nautique in Nogent-sur-Marne. Bei den Olympischen Spielen 1924 in Paris trat er zusammen mit Marc Detton im Doppelzweier an. Im Doppelzweier belegten Detton und Stock im Vorlauf den zweiten Platz hinter Paul Costello und John B. Kelly aus den Vereinigten Staaten. Im Finale gewannen die Amerikaner mit vier Sekunden Vorsprung vor den Franzosen. Etwa zehn Längen hinter den Franzosen gewannen die Schweizer Rudolf Bosshard und Heinrich Thoma die Bronzemedaille.
Detton und Stock siegten im Doppelzweier bei den Europameisterschaften 1925 vor den Schweizern Rudolf Bosshard und Max Schmid.